# ریشه‌ها و زمینه‌های اعتراضات آبان ۱۳۹۸ ایران
این نوشتار به ریشه‌ها و زمینه‌های اعتراضات آبان ۱۳۹۸ ایران می‌پردازد.

### طرح افزایش قیمت بنزین
در نیمه‌شب ۲۴ آبان ۱۳۹۸ شرکت ملی پخش فرآورده‌های نفتی ایران، بدون اطلاع‌رسانی قبلی اعلام کرد که سهمیه‌بندی بنزین دوباره آغاز شده است. بر این اساس قیمت هر لیتر بنزین سهمیه‌ای ۱۵۰۰ تومان تعیین شد و نرخ هر لیتر بنزین آزاد از ۱۰۰۰ به ۳۰۰۰ تومان افزایش یافت. علی مطهری بعده‌ها عنوان کرد که چند ساعت قبل از گران کردن بنزین، وی را از این موضوع باخبر کرده‌اند و پیش‌بینی اعتراضات خیابانی مردم و آتش زدن دست کم ۱۵۰ پمپ بنزین هم صورت گرفته بوده است.

#### دلایل دولت برای افزایش قیمت بنزین
ساعاتی بعد از اعلام نرخ جدید، حسن روحانی دلیل این افزایش را تقسیم درآمد حاصله بین شصت میلیون ایرانی عنوان کرد و گفت «ریالی از این پول به خزانه نخواهد رفت». او تلاش دولت برای جبران کسری بودجه از محل افزایش قیمت بنزین را تکذیب کرد و گفت این تصمیم به نفع مردم و قشر تحت فشار جامعه است. جمشید پژویان اقتصاددان، ادعای دولت ایران مبنی بر اینکه درآمد حاصل از افزایش قیمت بنزین، صرف قشر کم‌درآمد جامعه شود را شبیه شوخی دانست. با وجود آنکه دولت، بارها علت اصلی سهمیه‌بندی بنزین را مبارزه با قاچاق سوخت، کاهش مصرف بنزین و بهبود شرایط محیط زیست اعلام کرده بود، پس از فروکش کردن ناآرامی‌ها حسن روحانی، رئیس‌جمهور در توضیح شرایط اقتصادی بحران‌زدهٔ دولت گفت:
«سالانه حدود ۴۵۰ هزار میلیارد تومان بودجه برای اداره کشور در خزانه نیاز است، بالاترین مالیاتی که پیش‌بینی می‌شود سال آینده بتوانیم بگیریم ۱۵۰هزار میلیارد تومان است، ۳۰۰ هزار میلیارد تومان دیگر که برای بودجه لازم است را از کجا بیاوریم؟ درآمد اصلی که کشور را اداره می‌کند پول نفت است».
مطابق با آمارهای بین‌المللی، پس از برجام، فروش نفت ایران ۲ میلیون و ۸۰۰ هزار بشکه در روز بوده است. اما بعد از خروج آمریکا از برجام و اِعمال مجدد تحریم‌ها علیه ایران، این عدد به ۳۰۰ هزار بشکه در روز کاهش یافته که از میزان فروش نفت ایران در دوران جنگ ایران و عراق نیز پایین‌تر است. طبق گفتهٔ الکساندر نوواک، وزیر انرژی روسیه، ایران در صدد بوده تا وامی به مبلغ ۲ میلیارد دلار از روسیه دریافت کند و حتی در تلاش بوده مبلغ این وام را تا سقف ۵ میلیارد دلار افزایش دهد که این خود نشان از وخامت اوضاع اقتصادی ایران در آن زمان دارد.

## زمینه‌های اجتماعی
بر اساس آمار ارائه شده توسط مسئولان جمهوری اسلامی ایران، در این اعتراضات اغلب دستگیرشدگان بیکار یا دارای مشاغل کم‌درآمد بوده‌اند و وزارت اطلاعات از یکسال قبل پیش‌بینی این اعتراضات را می‌کرده است. نتایج یک نظرسنجی که بعد از اعتراضات دی‌ماه ۹۶ انجام شده بود، نشان می‌داد ۴۱ درصد افرادی که از وضعیت کشور ناراضی بودند، گفته بودند تمایل دارند در تجمعات اعتراضی شرکت کنند. این نظرسنجی میزان جمعیت ناراضی را حدود ۷۵ درصد برآورد کرده بود. محمد آقاسی جامعه‌شناس ایرانی بر این عقیده است که اعتراضات دی‌ماه ۹۶ و آبان ۹۸ برای کسانی که در مراکز نظرسنجی کار می‌کردند خیلی عجیب نبود. به گفتهٔ آقاسی مراکز نظرسنجی پیش‌تر هشدارهایی را مطرح کرده بودند اما به آن‌ها توجهی نشد.
در ۲۰ سال گذشته گزارش‌های مختلفی دربارهٔ خودسوزی اعتراضی افراد در شهرهای مختلف ایران منتشر شده است. حسین راغفر اقتصاد دان می‌گوید که اعتراضات همواره اتفاق می‌افتاد ولی در دفعات قبل مردم به‌جای پمپ بنزین‌ها خودشان را آتش می‌زدند.
سعید معیدفر جامعه‌شناس نیز، بر قابل پیش‌بینی بودن این اعتراضات تأکید می‌کند و می‌گوید که «تقریباً کسانی که صاحب اندیشه و فکر بودند، از قبل می‌دانستند که مسیری که حاکمیت و نظام سیاسی ما پیش می‌برد، مسیری است که در آینده با دشواری‌های جدی روبرو خواهد شد. سوء کارآمدی‌ها، فساد و متأسفانه تبعیض‌ها بین مناطق مختلف کشور مواردی بود که اول از همه طبقهٔ متوسط و اندیشمندان را حساس کرد و سعی می‌کردند با اعتراضات خود حاکمیت را نسبت به ادامه مسیر غلطی که در پیش گرفته بود، آگاه کنند، اما متأسفانه دیدیم که با آن اعتراضات برخورد شد.» او اضافه می‌کند که «امروز ما مانده‌ایم با یک اقتصاد ورشکسته، فسادها، تبعیض‌ها و سیاست‌های غلطی که طی ۳۰ الی ۴۰ سال باعث تخلیه روستاها شد. در حاشیه کلان‌شهرهایی که در آنها ثروت و منابع اقتصادی متمرکز شده، لشکر گرسنگانی شکل گرفته است که هر روز برای هجوم به کلان‌شهرها آماده‌تر و با انگیزه‌تر هستند.» از نظر معیدفر «سیاستمداران ما فعلاً ممکن است بتوانند با برخوردهای امنیتی اوضاع را جمع کنند اما در واقع این لشکر گرسنگان چنان قدرتی خواهند داشت که هیچ‌کسی جلودار آنها نیست.»
مجید محمدی جامعه‌شناس، در مورد زمینهٔ اعتراض‌ها باور دارد که این اعتراضات یا در شهرهای کوچک بوده‌اند، یا مناطق نسبتاً فقیر شهرهای بزرگ. به عنوان نمونه، در تهران بزرگ، اوج اعتراضات در مناطقی مثل رباط کریم، ملارد، شهریار، قلعه حسن‌خان، و اسلامشهر بوده است. اعتراضات در اهواز، اصفهان، شیراز، تبریز، و...، همه در مناطق فقیر و زیر متوسط رخ داده‌اند. او معتقد است که برای مردم این مناطق «هیچ چشم‌اندازی در باب بهتر شدن زندگی‌شان از حیث اشتغال و رفاه» وجود ندارد، بلکه با «تدوام تحریم‌ها و گسترش‌طلبی جمهوری اسلامی و فساد شایع در کشور، وضعیت آنها هر روز بدتر خواهد شد». به نظر او با توجه به زمینهٔ اقتصادی قشرهای شرکت کننده، این اعتراضات در آینده حتماً دوباره تکرار خواهد شد.
ابراهیم حاجیانی جامعه‌شناس و معاون مرکز بررسی‌های استراتژیک ریاست‌جمهوری، معتقد است برخلاف تصور موجود، همهٔ معترضان حاشیه‌نشین نیستند. او باور دارد در سال‌های ۱۳۹۲ و ۱۳۹۶ (سال‌های انتخابات ریاست جمهوری) مردم امید و انتظاری داشتند که بی‌حاصل بود، تا این‌که در سال ۹۸، بنزین جرقهٔ اعتراضات شد.

## زمینه‌های سیاسی

### مخالفت معترضان با سیاست‌های کلی جمهوری اسلامی
در سال ۹۶ معترضان بیشتر از شهرهای حاشیه واز طبقه فرودست بودند، اما به نظر می‌رسد در آبان‌ماه ۹۸ طیف وسیع‌تری به معترضان ملحق شده‌اند، بخشی از طبقه متوسط شهرنشینی که در این دو سال با بیشتر شدن تحریم‌ها و گرانی‌ها، نحیفتر از پیش شده و چشم‌انداز روشنی از نظر اقتصادی، اجتماعی و سیاسی در این چارچوب سیاسی نمی‌بینند.
با نگاهی به شعارهای معترضان می‌توان دریافت، گرانی بنزین فقط جرقهٔ آغاز اعتراضات بود و مطالبات آن‌ها فراتر از قیمت سوخت است. همان‌طور که نقطهٔ آغاز بهار عربی خودسوزی یک دست‌فروش در اعتراض به توقیف کالاهایش بود، اما اعتراض معترضان موضوعاتی بسیار کلان‌تر را شامل می‌شد.
علی فتح‌الله‌نژاد، کارشناس ایران در موسسهٔ بروکینگز (مرکز مطالعات خاورمیانه) می‌گوید: «اکثر ایرانیان سیاست‌های غلط دولت را علت اصلی مشکلات اقتصادی می‌دانند. دولت برای پرداخت هزینه‌های خود از جمله حقوق کارمندان و نیروهای امنیتی و شبه‌نظامی گوناگون و جبران کسری بودجه، یارانهٔ بنزین را کاهش داده است. کسری بودجه را اما می‌شد با دریافت مالیات از نهادهای عظیم اقتصادی که توسط بنیادهای مذهبی، سپاه پاسداران انقلاب اسلامی و دفتر رهبر انقلاب اداره می‌شوند، جبران کرد. اما به جای آن، حکومت تصمیم گرفت اقدامات ریاضتی در پیش گیرد و بار کسری بودجه را بر دوش مردمی گذارد که طی چند سال گذشته به‌طور فزآینده‌ای فقیرتر شده‌اند و اکنون حاکمیت از سوی بخش بزرگی از جامعه به صورت دشمن درآمده است. بدین‌سان بحران مشروعیت جمهوری اسلامی ابعاد جدیدی به خود گرفته است».

### ناکامی سیاسی اصلاح‌طلبان
از اواخر جنبش سبز ایران که جنبش‌های اجتماعی نوظهور در ایران به سمت مطالبهٔ تغییرات ساختاری حرکت کرد، جریان‌های اصلاح‌طلب از تحولات سیاسی عقب افتادند. در سال ۱۳۸۸ و در جنبشی که برای اعتراض به نتایج انتخابات به وجود آمد، تصور می‌شد که بخش‌هایی از اصلاح‌طلبان قادر به همراهی با آن خواهند بود، اما در نهایت آنها تمایلی به گسترش جنبش و رویارویی با هستهٔ سخت قدرت از طریق خیابان را نداشتند. شکست جنبش سبز ایران منجر به ناامیدی معترضان از پیگیری مطالباتشان در چارچوب امکانات جمهوری اسلامی شد. بازگشت دوباره اصلاح‌طلبان به انتخابات و کوشش برای «بازسازی سیاست‌ورزی انتخاباتی» به جای «وفاداری به جنبش خیابانی» نشانه‌ای از این ناتوانی تصور شد. پس از اعتراضات ۱۳۹۶ که به مرور طبقات فرودست هم به حرکت‌های اعتراضی پیوستند، ناتوانی اصلاح‌طلبان در همراهی با اعتراضات، نقطه عطفی در ریزش پایگاه اجتماعی آنان شد و وقتی برای اولین‌بار گروهی از دانشجویان دانشگاه تهران شعار «اصلاح طلب، اصولگرا دیگه تمومه ماجرا» سر دادند و همهٔ جریان‌های سیاسی درون حکومت را به یک اندازه نامشروع قلمداد کردند، که منتقدان آن را نشانه‌ای از ریزش پایگاه اجتماعی اصلاح‌طلبان در میان طبقات متوسط قلمداد کردند. مصطفی تاج‌زاده در دی ماه ۱۳۹۶ به نقل از سید محمد خاتمی گفت «من اگر «تکرار» هم کنم، دیگر مردم رأی نمی‌دهند.»

### بی‌اعتمادی به هر دو جناح حاکمیت
علی فتح‌الله‌نژاد، کارشناس ایران در مؤسسه بروکینگز (مرکز مطالعات خاورمیانه) می‌گوید اعتراضات ۹۸ نشان داد ناامیدی از اصلاح در ساختار قدرت جمهوری اسلامی و نظام سیاسی به خواست بخش مهمی از مردم معترض تبدیل شده است. درواقع، مسئله دیگر تغییرات روبنایی و دنبال کردن خواسته‌ها در چارچوب حفظ نهادهای پایه‌ای قدرت جمهوری اسلامی نیست، بلکه تغییر قانون اساسی یا کلیت نظام سیاسی به خواست بخش مهمی از نیروهای معترض وضع موجود تبدیل شده است و این تصور طرفداران بیشتری یافته است که جمهوری اسلامی اصلاح‌ناپذیر است و چهار دهه فرصت دیگر کافی است. وضعیت انفجاری جامعه و رفتار دوگانه و فریبکارانه حسن روحانی و ریاکاری ناشی از نظریه ولایت فقیه باعث شده تا افکار عمومی به وعده‌های حکومتی بی‌اعتماد شده و به سمت جریان‌های سیاسی بیرون از نظام سوق پیدا کند.

### اثر سیاست خارجی و داخلی حاکمیت بر اقتصاد
معترضان به سیاست‌های اقتصادی دولت معترضند اما فقط دولت را عامل فقر و گرانی نمی‌دانند بلکه در شعارها گاهی کلیت نظام و رهبری را نیز هدف قرار می‌دهند. برخی تحلیل گران سیاسی می‌گویند با توجه به سیاست‌های کلان جمهوری اسلامی مبتنی بر ایدئولوژی‌های متناقض و خیالی دشمن تراشی و صدور انقلاب که هزینه آن را در چند دهه اخیر طبقه فقیر و متوسط جامعه داده‌اند، اعتراضات این طبقات که هر روز بزرگتر و فقیرتر شده‌اند، قابل پیش‌بینی بوده و خواهد بود. ابوالفضل قدیانی، فعال سیاسی نیز در نامه ای گرانی بنزین را برای «تأمین هزینه‌های سنگین و گزاف سیاست‌های تنش‌زا و جاه‌طلبانه» رهبر جمهوری اسلامی توصیف کرده و تأکید کرده است که «مستبد امروز ایران نمی‌خواهد از سیاست‌های ویران‌گر و تنش‌آفرین خود در منطقه و جهان دست بردارد و گام در جهت تنش‌زدایی بگذارد». از نظر او رهبر جمهوری اسلامی «به شدت بیمناک است اگر سیاست خارجی تغییر کند و روابط کشور با سایر کشورهای منطقه و جهان عادی و بر اساس قوانین بین‌المللی و حفظ منافع طرفین تنظیم شود، این قدرت فاسد و غاصبانه را از دست بدهد؛ لذا مصمم است به هر قیمتی سلطه خود را بر کشور حفظ کند».
مارک تی. ویلیامز تحلیلگر مالی و کارشناس مدیریت ریسک معتقد است بحران اقتصادی، نقطهٔ مرکزی اعتراضات است اما فراتر از موضوع گرانی بنزین، دولت به دلیل پشتیبانی پرهزینه‌اش از گروه‌های تحت حمایتش در خارج از ایران، مانند حزب‌الله لبنان، شبه نظامیان شیعه در عراق و حوثی‌ها در یمن، مورد انتقاد بخشی از معترضان قرار گرفته است.
شِی خطیری در مقاله‌ای که در نشریهٔ کوئیلت منتشر شده، مجموعه‌ای از سیاست‌های اقتصادی و منطقه‌ای دولتمردان ایرانی را عامل اعتراضات آبان ۹۸ می‌داند. به گفتهٔ او طی ۱۰ سال گذشته، با کاهش یارانه‌های دولتی، قیمت سوخت ۳۰ برابر شده و درهمین مدت ارزش ریال ایران در برابر دلار آمریکا ۱۲ برابر کاهش داشته است. نرخ بیکاری جوانان به ۳۰ درصد رسیده و رشد واقعی تولید ناخالص داخلی سالانه غالباً منفی بوده است. از دیگر سو حکومت ایران بودجهٔ قابل توجهی را صرف مداخلهٔ نظامی در سوریه و عراق کرده و حمایتش از گروه‌های شبه‌نظامی مانند حوثی‌های یمن، حزب‌الله لبنان و حماس در نوار غزه را افزایش داده است. به عقیدهٔ خطیری، حکومت ایران برای تحقق بخشیدن به آرمان‌های برتری‌جویانه‌اش، هزینه برای متحدان سیاسی و پر کردن جیب روحانیون نورچشمی، شهروندان ایرانی را گرسنه نگه می‌دارد.
خبرگزاری آسوشیتدپرس در گزارشی تحلیلی که روز جمعه ۸ آذر منتشر کرد نوشت: «به نظر می‌رسد در ایران حتی تندروها نیز تشخیص داده‌اند اعتراض‌های گسترده اخیر مردمی نشان از آمادگی برای تکرار شدن دارد». مفسر آسوشیتدپرس در تحلیل خود به یک گزارش بانک جهانی استناد می‌کند که سرانهٔ تولید ناخالص داخلی در ایران که اندکی بیش از ۶ هزار دلار است را با آمریکا که بیش از ۶۲ هزار دلار است مقایسه می‌کند و نشان می‌دهد این اختلاف با توجه به ثروت نفتی ایران، در برانگیختن خشم معترضان مؤثر بوده است. استناد دیگر این مفسر به سقوط ارزش پول ایران در ماه‌های اخیر است، که به سیر صعودی قیمت اقلام مایحتاج روزانه منجر شده است. نرخ برابری دلار در ایران که در سال ۱۳۹۴، زمان امضای توافق هسته‌ای برجام، ۳۲ هزار ریال بود، اکنون به حدود ۱۳۰ هزار ریال رسیده است.
درحالی‌که در مورد ساختار اقتصاد ایران آنچه در بین صاحبنظران علوم اجتماعی توافق وجود دارد که اقتصاد ایران ساختاری کاملاً رانتی دارد، دولتی‌ها در توجیه سیاست افزایش قیمت‌ها از استدلال نئولیبرالی استفاده کردند. دفاع ضمنی و «ایدئولوژیک» برخی از اقتصاددانان از حذف یارانه‌ها از اقدام دولت رانتی در تعدیل بهای بنزین، آنهم در هر شرایط و به هر قیمت و رویکرد غیراخلاقی و کاملاً ایدئولوژیک آنها که کمترین توجهی به عواقب فوری حذف یارانه‌ها برای گروه‌های فرودست جامعه ندارد واکنش عمومی را نسبت به مدعیان اقتصاد نئولیبرالی برانگیخته است. در مقابل برخی بر این نظر هستند که هسته مرکزی قدرت در جمهوری اسلامی است که به گرایش‌های از سوسیالیسم و ضد غربی نوع شوروی سابق بیشتر تمایل دارد تا به آنچه هواداران «تعدیل اقتصادی» ارائه داده و می‌دهند. از این رو از نظر آنها مشکل می‌توان پذیرفت که اقتصاد رانتی نظام جمهوری اسلامی از سیاست‌های نئولیبرال الهام گرفته باشد.
محمد فاضلی، جامعه‌شناس، معتقد است که جامعه ایران در حال عبور از مرحله نارضایتی به خشمگینی و نفرت است.

### سیاست فشار حداکثری و تحریم‌های آمریکا
بنا به آمار ارائه شده توسط شرکت کپلر، فروش نفت ایران پس از خروج آمریکا از توافق هسته‌ای برجام، به میزان ۴۰۰ هزار بشکه در روز کاهش یافته است که این رقم از حجم فروش نفت ایران در دوران جنگ ایران و عراق هم پایین‌تر است. این درحالی است که فروش نفت ایران پس از توافق برجام چیزی حدود ۲ میلیون و ۸۰۰ هزار بشکه در روز بوده است. از دیگر سو هند به عنوان عمده‌ترین خریدار نفتی ایران، پس از عدم تمدید معافیت خرید نفت ایران توسط آمریکا، خرید نفت از ایران را متوقف کرد. حتی در مقاطعی از سال ۲۰۱۹ میلادی، ایران فروش نفت زیر ۱۰۰ هزار بشکه در روز را نیز تجربه کرده است. بر همین اساس مطابق با برآوردهای برخی کارشناسان، کسری بودجه دولت در سال ۱۳۹۹ حداقل ۲۰۰ هزار میلیارد تومان تخمین زده شده که به‌نظر می‌رسد این موضوع علت اصلی استقراض ۱۰ هزار میلیارد تومانی دولت از بانک مرکزی است. در ۲۳ آبان ۱۳۹۸ حسن روحانی به کسری بودجهٔ ۳۰۰ هزار میلیارد تومانی دولت اذعان کرد و گفت:
«بالاترین درآمد مالیاتی که برای سال آینده پیش‌بینی شده، ۱۵۰ هزار میلیارد تومان است؛ اما برای اداره کشور به ۴۵۰ هزار میلیارد تومان نیاز است و حال باید پرسید ۳۰۰ هزار میلیارد تومان باقیمانده را باید از کجا آورد»
علی ربیعی، سخنگوی دولت در تاریخ ۲۵ آبان ۱۳۹۸ اعلام کرد که سهمیه بندی بنزین هیچ تأثیری بر روی تورم کشور نخواهد داشت. اما در عین حال اذعان نمود که کسری بودجه دولت منجر به افزایش تورم خواهد شد. ارتباط بین کسری بودجه دولت و سهمیه بندی بنزین همچنان در هاله ای از ابهام است. اما به اعتراف برخی رسانه‌های داخلی، بسیار از کارشناسان و اقتصاددانان بر این باورند که سهمیه بندی بنزین طرحی برای درآمدزایی دولت و کاهش فشارهای ناشی از کسری بودجه دولت است. گرچه برخی نیز با ارائه آمارهای منتشر شده از سوی حاکمیت در تلاش برای رد این نظریه هستند.
مدتی پیش از اجرای طرح سهمیه بندی بنزین، وحید شقاقی، یکی از کارشناسان اقتصادی در مصاحبه‌ای مدعی شده بود که دولت مجبور است در سال ۱۳۹۹ بودجهٔ بدون نفت را تسلیم مجلس کند و برای تحقق این هدف چاره‌ای جز اصلاح سه نظام بانکی، یارانه‌ای و مالیاتی ندارد؛ لذا حذف یارانه حامل‌های سوخت یا سهمیه‌بندی آن که در دسته دوم قرار می‌گیرد، اجتناب ناپذیر خواهد بود.
اسحاق جهانگیری، در آذر ماه ۹۸ با اشاره به این‌که تحریم‌ها نتوانسته فروش نفت ایران را به صفر برساند، اذعان کرد که به‌خاطر فشار مقام‌های آمریکایی حتی نزدیک‌ترین کشورهای دوست ایران هم تقریباً جرئت ندارند از ایران نفت بخرند.